# Monastère de Crkovnica
Le monastère de Crkovnica (en serbe cyrillique : Манастир Црковница ; en serbe latin : Manastir Crkovnica) est un monastère orthodoxe serbe situé à Crkovnica, dans le district de Jablanica et sur le territoire de la Ville de Leskovac en Serbie.
Il est dédié à saint Siméon le Stylite.

## Présentation
Selon les données historique, l'église du monastère a été construite au XVIe siècle. Plusieurs fois détruit par les Ottomans, l'ensemble monastique a été complètement reconstruit en 2006.